# Kent, the Fighting Man
Kent, the Fighting Man é um filme mudo britânico de 1916, do gênero drama, dirigido por A.E. Coleby e estrelado por  Billy Wells, Hetty Payne e Arthur Rooke. Foi baseado em um romance de George Edgar.

## Elenco
- Billy Wells ... John Westerley
- Hetty Payne ... Constance
- A.E. Coleby ... Adams

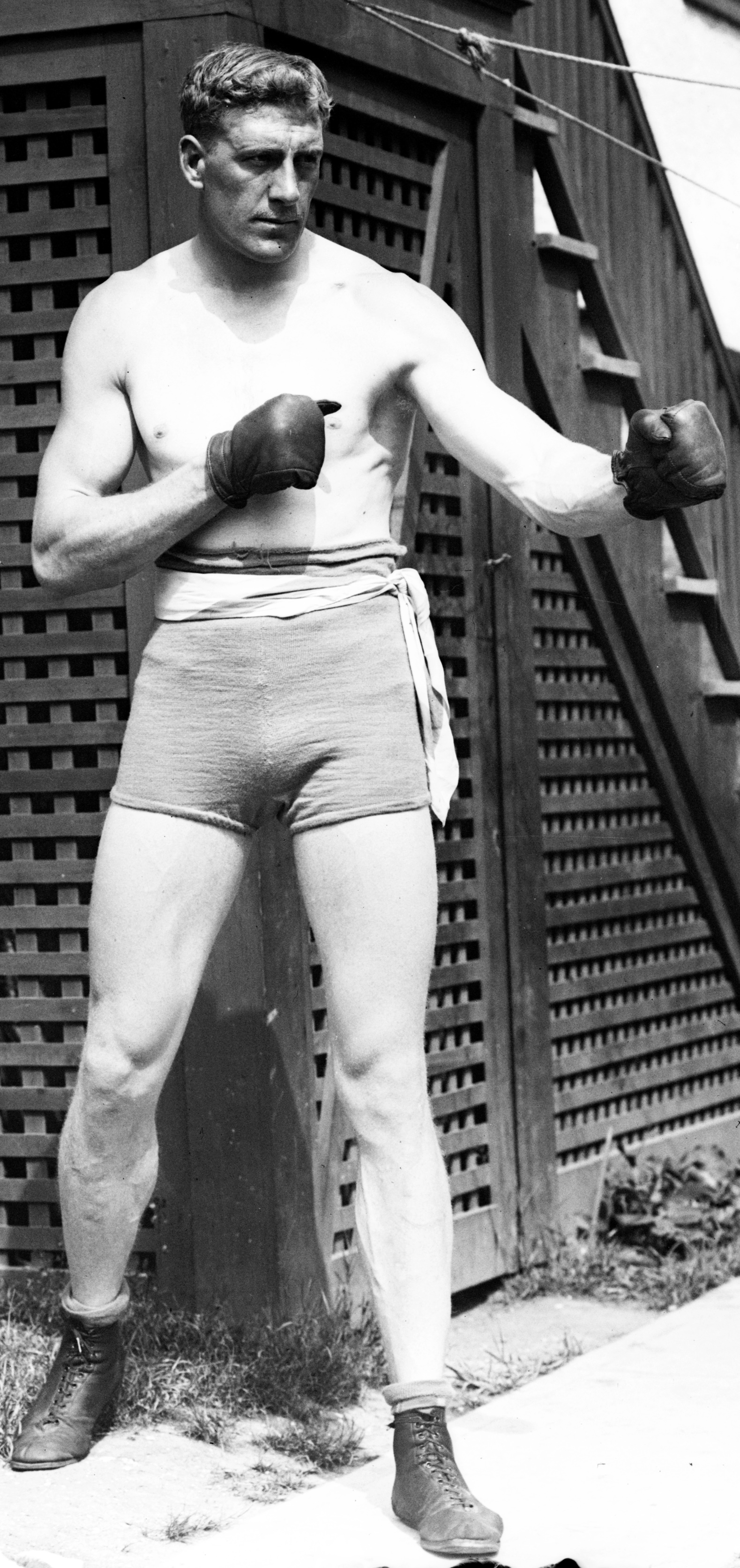
O filme estrelou Bombardier Billy Wells

- Arthur Rooke ... Honroso Jimmy Greenback
- Frank Dane
- Nelson Phillips ... Coronel Rapton
- Harry Lofting ... Jim Dace
- Fred Drummond ... Button
- Tom Coventry ... Clown